# Ущелье Сандан

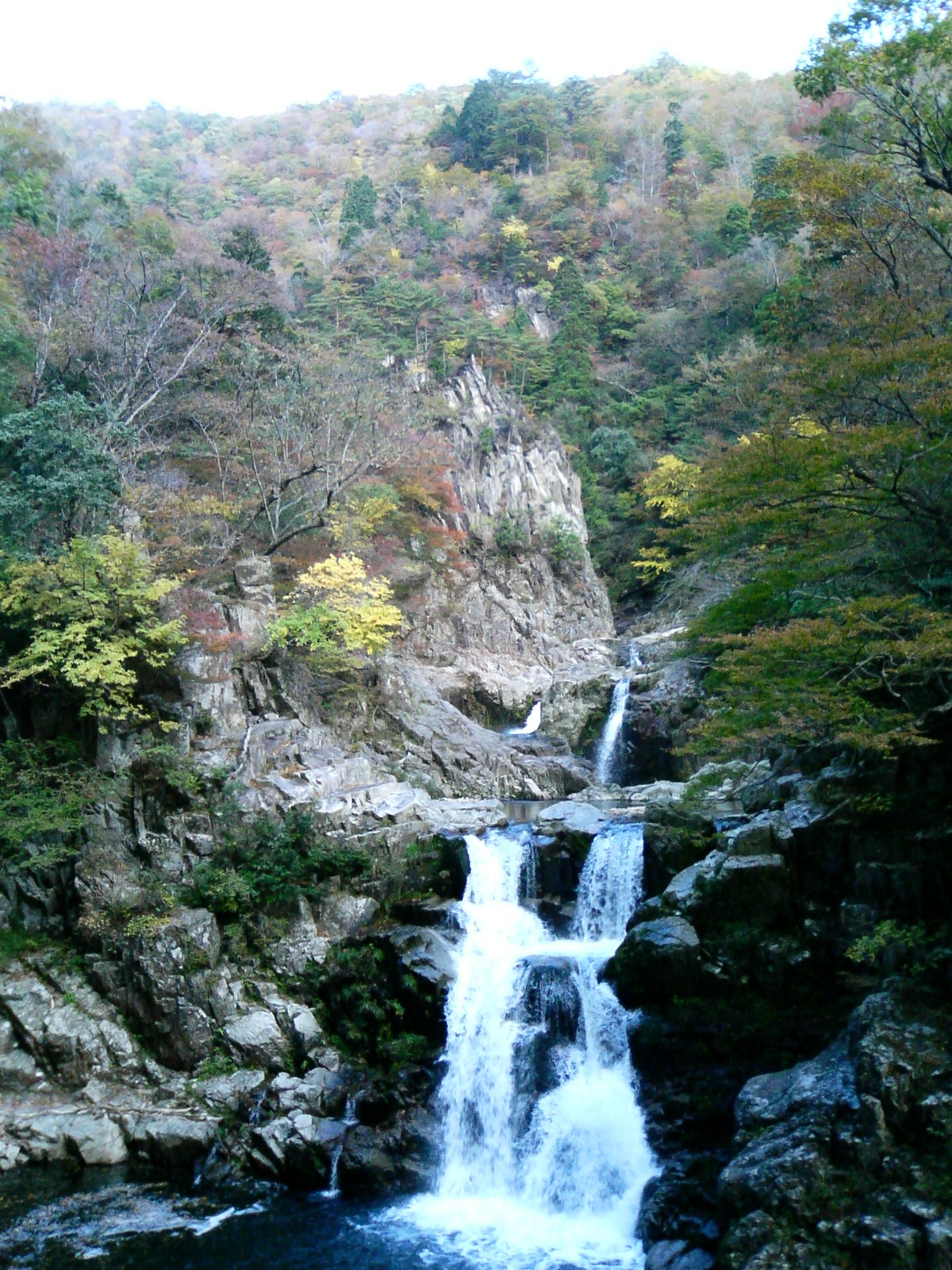
Трёхступенчатый водопад

Ущелье Сандан (яп. 三段峡, さんだんきょう, [sandaɴ kʲoː], «трехступенчатое ущелье») — каньон в Японии, на территории городка Акиота в префектуре Хиросима. Расположен вдоль реки Сиваки. Длина — 16 км. Составляющая префектурного парка «Западная гряда Тюгоку». Место паломничества туристов.

## Краткие сведения
Сандан-ке считается одним из самых привлекательных каньонов Японии. Он расположен в городе Акиота префектуры Хиросима. Каньон представляет собой скалистую расщелину длиной 16 км вдоль реки Сиваки.
Сандан-ке является особенно популярным среди туристов осенью, когда местные японские клёны, сменив цвет своих листьев на ярко-красный, укрывают местные горы и беседки «горящим ковром».
В другие времена года каньон привлекает посетителей двумя водопадами — «двухступенчатым» и «трехступенчатым».